# 大芝惣吉

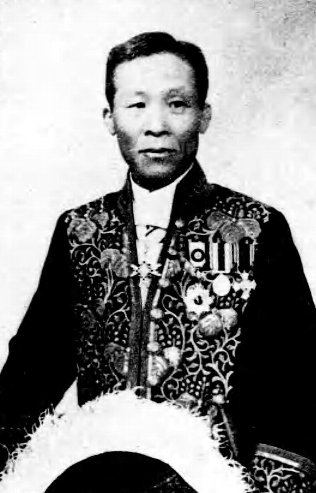
大芝惣吉

大芝 惣吉（おおしば そうきち、1868年6月23日（慶応4年5月4日）- 1925年（大正14年）10月7日）は、日本の内務官僚、検察官、政治家。政友会系官選県知事、衆議院議員。

## 経歴
甲斐国巨摩郡村山西割村（現・山梨県北杜市）で大芝治貫の長男として生まれる。1890年、和仏法律学校(現・法政大学)を卒業。代言人試験に合格。1894年、弘前区裁判所判事に任官。以後、盛岡・秋田・大津・八王子の各区裁判所検事などを歴任。
以後、佐賀県事務官・警察部長、富山県事務官・警察部長、福島県警察部長、同内務部長などを務める。1913年6月、群馬県知事に就任し、1914年4月まで在任。1915年3月、第12回衆議院議員総選挙で福島県郡部区に立憲政友会から出馬し当選。衆議院議員を一期務めた。1917年12月、佐賀県知事に発令された。以後、群馬県知事（再任）、宮崎県知事を歴任。

## 人物
- 官選知事として露骨に政党色を出し、政友会の党勢拡張に県政を利用したと批判されている[3]。